# Primulaceae
Primulaceae ili jagorčevine su porodica cvetnica, u kojoj je oko 53 priznata roda, sa oko 2.790 vrsta trajnica i jednogodišnjih zeljastih biljaka, retko polugrmova.
Većina pripadnika porodice Primulaceae su višegodišnje made neke vrste, kao što je Anagallis arvensis, su jednogodišnje. Ova porodica je bila na različite načine formulisana, mada je u današnje vreme prihvaćena u širokom smislu uključujući bivše porodice  i Theophrastaceae, pošto je za mnoge rodove koji su tracionalno stavljani u Primulaceae utvrđeno da pripadaju tim drugim familijama, i kad su ujedinjene njihov zajednički sastav je ostao nepromenjen.

## Opis
Listovi jagorčevina su jednostavni, ređe rasperani. Cvetovi su dvopolni, redovno pravilni – aktinomorfni (zrakasto simetrični), retko zigomorfni (poput slike u ogledalu, simetrični). U cvetnom omotaču imaju po 4 do 7 (najčešće 5) čašičnih listića i isto toliko prašnika. Plodnica je nadrasla, ređe napola podrasla, a plod je tobolac u kojem je najčešće velikim broj semenki.
Među poznatijim rodovima Primulaceae su:  (jagorčevina), Lysimachia (metiljka), Cyclamen (ciklama) i Anagallis (anđelika).